# Luc Schuiten
Luc Schuiten (* 1944 in Brüssel) ist ein belgischer Architekt, der von einer Architektur in Verbindung mit den Strukturen von Pflanzen und Bäumen träumt. Keine seiner futuristischen Ideen ist bisher verwirklicht worden.

## Leben
Luc Schuiten ist der Sohn des belgischen Architekten Robert Schuiten, der in den 1950er und 1960er Jahren wirkte. Sein Bruder ist der Zeichner François Schuiten. Gemeinsam veröffentlichten sie drei Comicalben.
Schuitens erstes Bauwerk wurde in der Nähe von Brüssel im Wald errichtet. OREJONA war ein Holzhaus, das auf der Form eines A aufbaute. Das Dach erlaubte durch großzügige Fenster die Betrachtung des Himmels. Solarzellen sorgten für die Heizung des Hauses. Jedes Detail des Hauses, das er mit Hilfe von Zimmerleuten errichtete, zeichnete er selbst. Schuiten „ist vom Geist der Achtundsechziger geprägt“. Er ist davon überzeugt, dass die Menschheit untergehen wird, wenn keine erfolgreiche Umwandlung der auf fossile Brennstoffe angewiesenen Konsumgesellschaft erfolgt.

## Arbeiten und Ideen
Schuiten prägte den Begriff Archiborescence, den er auf Baumaterialien anwendet, die von lebenden Organismen stammen. Nach und nach verließ er die Architektur, um sich vor allem Entwürfen zu seinen Ideen sowie den von ihm organisierten Ausstellungen widmen zu können. 
2006 fand in Brüssel eine Ausstellung statt, in welcher Schuiten die Idee der Archiborescence weiter ausführen konnte. 2010 stellte Schuiten in Lyon in der ehemaligen Zuckerfabrik seine Pläne für die Stadt der Zukunft Une cité végétale und insbesondere die Pläne für das Quartier La Part-Dieu vor. Dieses Viertel in Lyon soll laut der Stadtregierung von Lyon bis zum Jahr 2020 „neu gedacht“, übersichtlicher und wieder mehr zusammenhängend werden.

## Werke
- Die Comicreihe Les Terres creuses (dt. Die hohle Erde) zusammen mit seinem Bruder François Schuiten:
  - Carapaces (1981, dt. Panzerungen bei Volksverlag 1984 und Arboris 1989)
  - Zara (1985, dt. Die hohle Erde bzw. Die hohlen Erden (Zara) bei Arboris 1989)
  - Nogegon (1990, dt. Nogegon (Die hohle Erde 2) bei Arboris 1991)

- 2006 zusammen mit P. Loze: Archiborescence. Éditions Mardaga, Wavre (Belgien), ISBN 2-87009-927-4
- 2010: Vers une cité végétale. Éditions Mardaga, Wavre, ISBN 978-2-8047-0053-9

## Ausstellungen
- 2014: Teilnahme an der Ausstellung Ecopolis in Bredene, Flandern, Belgien.
- 2015: Luc Schuiten – Cités Végétales en 2115 in Straßburg, Frankreich[2]